# Il mistero di Jack Hilton
Il mistero di Jack Hilton è un film italiano di Ubaldo Maria Del Colle del 1913, prodotta dalla Savoia Film, Torino.
È un film drammatico, cast composto da Ubaldo Maria Del Colle, Mario Mariani, Adriana Costamagna, Giovanni Spano, Arturo Garzes, Armanda Bonino.

## Trama
Jack Hilton viene catturato in India dal rajah di Japore. Travehny, un ambiguo personaggio, ne approfitta per impadronirsi del suo patrimonio e di conquistare, con l'inganno, la moglie di Hilton. Ma Jack riesce a scampare dalla morte certa, grazie all'amore della figlia del rajah che lo aiuta a fuggire. Quando ritorna in patria scopre l'intrigo di Travenhy e ritorna con la moglie.